# Walther G22
El Walther G22 es un rifle semiautomático fabricado por la empresa alemana Walther, calibrado para usar el cartucho .22 LR. Tiene un diseño bullpup y está construido de polímero y acero. El rifle se fabrica en colores negro mate o verde.
El rifle se puede configurar para tiradores diestros y zurdos. La culata está diseñada para que el puerto de expulsión y la palanca de carga se puedan cambiar de lado según las necesidades de su operador. La culata está diseñada para almacenar un cargador de repuesto justo detrás de la recámara, además que cuenta con espaciadores para ajustar su longitud a preferencia del usuario.
El Walther G22 puede lograr un agrupamiento de 32 mm C-C (centro a centro) a 46 metros.
El Walther G22 cuenta con 3 rieles Weaver: Uno sobre la mira trasera, que puede ser usada para aditamentos ópticos; un riel debajo de la boca del cañón, el cual está destinado para montar una mira láser producida por Walther; y un riel en la zona del guardamanos, destinado para linternas, bípodes, etc.